# Maria Veleda

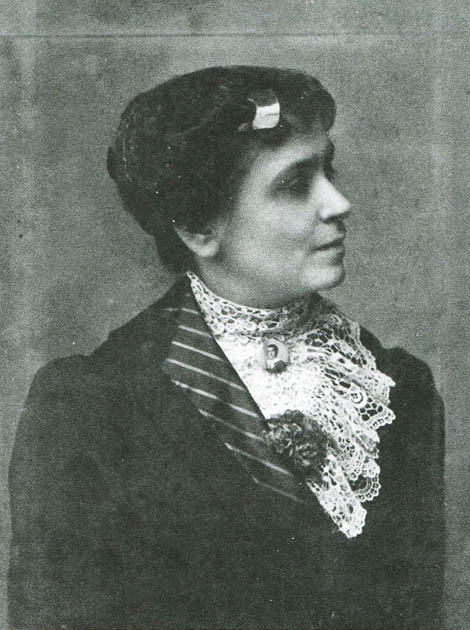
Maria Veleda, 1912

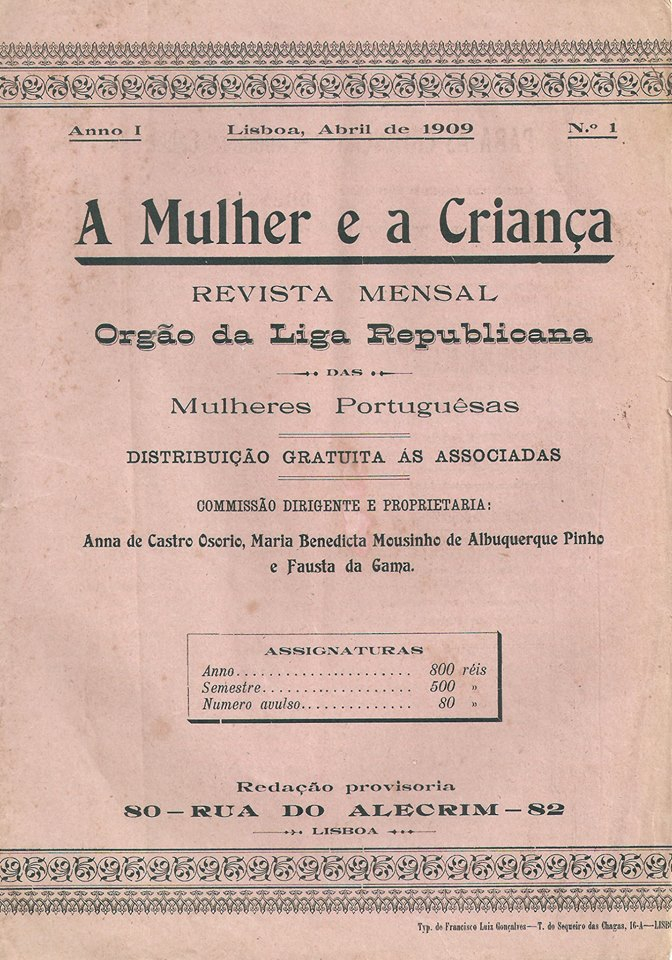
A Mulher e a Criança, Monatsschrift der Liga Republicana das Mulheres Portuguesas, 1909

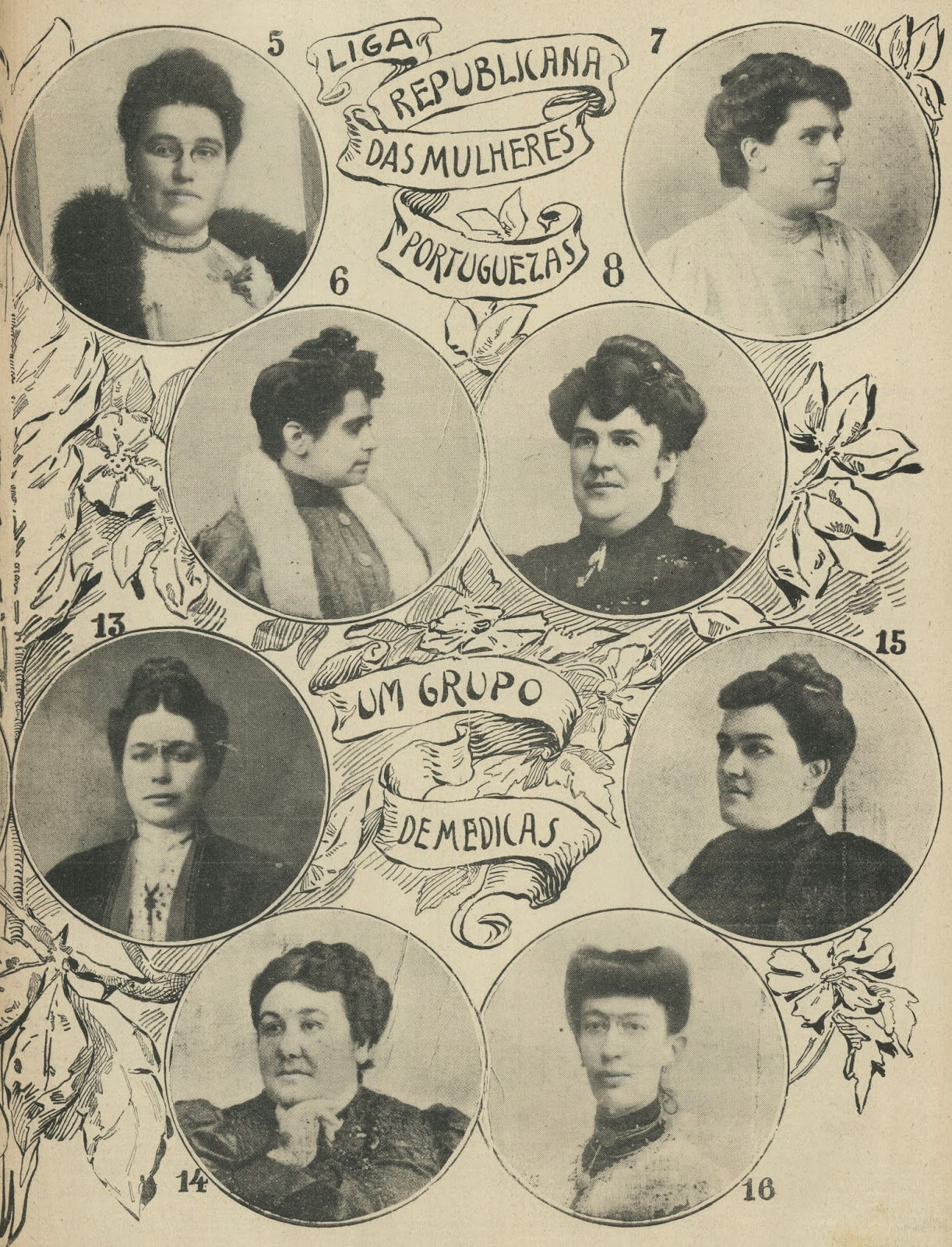
Beilage zur Zeitschrift O Século vom 12. Mai 1910 über die Suffragetten der Liga Republicana das Mulheres Portuguesas; 5 – Ana de Castro Osório; 6 – Maria Veleda; 7 – Beatriz Pinheiro; 8 – Maria Clara Correia Alves; 13 – Sofia Quintino; 14 – Adelaide Cabete; 15 – Carolina Beatriz Ângelo; 16 – Maria do Carmo Joaquina Lopes

Maria Veleda, eigentlich Maria Carolina Frederico Crispim (* 26. Februar 1871 in Faro, São Pedro; † 8. April 1955 in Santa Engrácia, Lissabon), war eine portugiesische Lehrerin, Journalistin, feministische Aktivistin, Republikanerin und Spiritistin. Sie war eine Pionierin im Kampf für Kindererziehung, Frauenrechte und republikanische Ideale. Sie war eine der wichtigsten Persönlichkeiten der feministischen Bewegung Liga Republicana das Mulheres Portuguesas (LRMP).

## Leben
Frederico Crispim wurde als Tochter von João Diogo Frederico Crispim, Leiter der Sociedade Teatral de Faro, und Carlota Perpétua da Cruz geboren. Die Eltern waren traditionell katholisch und beide Elternfamilien waren wohlhabende Landbesitzer.
Sie begann schon früh zu arbeiten, zunächst als Nachhilfelehrerin in ihrer Heimatstadt und später als private Grundschullehrerin an verschiedenen Orten an der Algarve und im Alentejo, um ihre Mutter und ihren jüngeren Bruder zu unterstützen, die sich nach dem unerwarteten Tod ihres Vaters im Jahr 1882 in einer schwierigen wirtschaftlichen Lage befanden.
In den 1880er Jahren lernte sie den Anwalt, Dramatiker und Dichter Francisco Xavier Cândido Guerreiro (1871–1953) aus der Algarve kennen, mit dem sie zusammenkam, den sie aber nicht heiratete, weil sie eine Ehe „aus gesellschaftlicher Bequemlichkeit“ ablehnte. 1890 adoptierte sie den erst 14 Monate alten Luís Frederico Viegas, den Sohn des früh verstorbenen Verwalters des elterlichen Bauernhofs, und 1899 brachte sie in einen leiblichen Sohn, Cândido Guerreiro Xavier da Franca, zur Welt. Im Jahr 1902 trennte sie sich von Francisco Cândido Guerreiro, der wiederum 1909 eine andere Frau heiratete.
Im Alter von neunzehn Jahren begann sie in der Provinzzeitung O Distrito de Faro Gedichte, Kurzgeschichten und Novellen zu veröffentlichten. Ihre literarische Tätigkeit umfasste schnell auch Mitarbeit und Beiträge für die Presse im ganzen Land, so in den Zeitschriften und Periodika A Tradição (1899/1904), Ave Azul (1899/1900), Nova Aurora (1900/1901), O Círculo das Caldas (1901), Germinal (1901/1902), Lisboa Elegante (1902), Sociedade Futura (1902/1904), O Independente (1902/1906), O Cruzeiro do Sul (1903), O Diário Ilustrado, A Vanguarda, O Mundo, O Repórter, O Século, A Pátria de Luanda und Almanaque das Senhoras, wobei sie ihr Repertoire auf feministische und pädagogische Themen ausweitete, wobei sie das libertäre Gedankengut von Francesc Ferrer i Guàrdia aufgriff und offen verteidigte. 1902 veröffentlichte sie eine Sammlung von Kurzgeschichten für Kinder mit dem Titel Cor-de-Rosa, deren zwölf Monatsausgaben schnell vergriffen waren, sowie die Broschüre Emancipação Feminina zur Frauenemanzipation, in der sie republikanische und feministische Ideale vertrat.
1905 ließ sie sich mit ihrer Mutter und den beiden Kindern unter dem Pseudonym Maria Veleda in Lissabon nieder. Zunächst arbeitete sie als Lehrerin in einem Armenhaus und dann in einer öffentlichen Schule, wo sie entlassen wurde, weil man vermutete, dass sie an Tuberkulose erkrankt sei. Längere Zeit hatte sie mit großen wirtschaftlichen Schwierigkeiten zu kämpfen, erschwert durch eine konservative Gesellschaft, die von Vorurteilen gegenüber ihr als alleinerziehender Mutter geprägt war. Später unterrichtete sie als Lehrerin am Centro Escolar Republicano Dr. Afonso Costa, einem von den Republikanern geprägten Schulzentrum. Dort richtete sie zwei kostenlose Abendkurse für Frauen ein, um ihnen Lesen und Schreiben beizubringen. Dort lernte sie einige der wichtigsten Persönlichkeiten des portugiesischen republikanischen Idealismus kennen, die sich dort vor allem in den letzten Jahren der Monarchie abends trafen, darunter Magalhães Lima, Ricardo Covões, Afonso Costa, Manuel de Arriaga, Bernardino Machado, António José de Almeida, Alexandre Braga, Teófilo Braga und Ana de Castro Osório mit ihrem Mann Paulino de Oliveira. In dieser Zeit gab sie ihre literarischen Arbeiten zunehmend zugunsten von sozialen und feministischen Aktivitäten auf. Sie begann bei öffentlichen Vorträgen und Konferenzen über die Emanzipation der Frau und zum Thema einer umfassenden Bildung für beide Geschlechter zu sprechen. In den folgenden Jahren unterrichtete sie an weiteren Centro Escolar Republicano. 1906 schloss sie sich dem Freidenkertum an und wurde unter dem freimaurerischen Namen „Angústias“ in der Loge Humanidade Freimaurerin. Ein Jahr später gehörte Veleda zum Organisationskomitee des 1.º Congresso do Livre Pensamento und war eine der Gründerinnen der Grupo Português dos Estudos Feministas. In der Zeit der versuchten Restitution der Monarchie unter Manuel II. ab 1908 verstärkte sie ihren Einsatz für den Republikanismus.
1909 schloss sie sich der von Ana de Castro Osório, Carolina Beatriz Ângelo und Adelaide Cabete gegründeten Liga Republicana das Mulheres Portuguesas an. Obwohl Veleda eng mit den ersten Gründerinnen verbunden war, gehörte sie nicht zum Organisationskomitee der Organisation, da António José de Almeida sie für zu revolutionär hielt und glaubte, dass dies konservativere Frauen, die sich anschließen wollten, einschüchtern würde. Dennoch blieb sie innerhalb der Bewegung sehr aktiv und gründete die Initiative Obra Maternal, die verlassene oder moralisch gefährdete Kinder aufnahm und erzog, sowie die Grupo Dramático der Liga. Sie schrieb mehrere Theaterstücke und wurde 1910 zusammen mit Lenia Loyo Pequito und Ana Maria Gonçalves Dias als Leiterin der Zeitschrift A Mulher e a Criança ausgewählt.
Mit der Gründung der Ersten Republik am 5. Oktober 1910 sahen die republikanischen Feministinnen der Liga Republicana das Mulheres Portuguesas den Zeitpunkt gekommen, ihre Forderungen an das neue politische Regime zu stellen. Diese Situation führte jedoch zu Differenzen innerhalb der Bewegung, insbesondere zwischen Veleda und De Castro Osório. Um Spannungen mit der Regierung zu vermeiden, waren die konservativeren Mitglieder bereit, einem eingeschränkten Wahlrecht nur für Frauen, die Steuern zahlten, volljährig waren und über eine Ausbildung verfügten, zuzustimmen. Veleda war hingegen der Ansicht, dass dies das Wahlrecht der Frauen einschränken und die Ungleichheit unter den portugiesischen Frauen verschärfen würde. Sie argumentierte, dass die Mehrheit der Frauen nicht einmal die Möglichkeit habe, Zugang zu Bildung zu erhalten, um wirtschaftlich unabhängig zu sein oder sich vollständig von der männlichen Vormundschaft zu emanzipieren. Veleda forderte daher, dass die Liga das volle, uneingeschränkte Frauenwahlrecht beanspruche:

„Seria uma injustiça negar a algumas um direito que é de todas. As mulheres, ricas ou pobres, intelectuais ou analfabetas, devem poder votar em igualdade de circunstâncias com os homens.“

„Es wäre eine Ungerechtigkeit, einigen ein Recht zu verweigern, das allen zusteht.
 Frauen, ob reich oder arm, gebildet oder ungebildet, sollten unter den gleichen Bedingungen wie Männer wählen können.“

Aufgrund der Spannungen zwischen den beiden Fraktionen trat De Castro Osório 1911 aus der Liga aus, und Veleda übernahm mit Unterstützung einer großen Mehrheit den Vorsitz der Organisation. 1912 wurde sie von der Regierung zur Delegada de Vigilância da Tutoria Central da Infância de Lisboa (Vormundschaftsgerichtsbarkeit, Vorläufereinrichtung der Familien- und Jugendgerichte). Sie wurde zur Direktorin der feministischen Zeitschrift A Madrugada gewählt und war Gründerin der Bewegung Grupo das Treze, die sich symbolisch aus dreizehn Frauen zusammensetzte, um Unwissenheit, Aberglauben, Obskurantismus, religiösen Dogmatismus und Konservatismus der portugiesischen Gesellschaft, die die Emanzipation der Frauen und gesellschaftlichen Fortschritt verhindern würden, zu bekämpfen.
1915 brach sie ihre Verbindungen zur Liga ab, da die Bewegung überparteilich geworden war, und trat als Einzelperson dem Partido Democrático bei. Zusammen mit einer Gruppe von weiteren Dissidenten gründete sie im letzten Quartal desselben Jahres die Associação Feminina de Propaganda Democrática, um politisch Afonso Costa zu unterstützen, der von den meisten republikanischen, feministischen und freimaurerischen Aktivisten respektiert und bewundert wurde. Nach dem Militärputsch von Joaquim Pimenta de Castro am 25. Januar 1915 schloss sie sich den Verschwörern an, die die diktatorische Regierung stürzen wollten. Sie setzte sich auch für den Eintritt Portugals in den Ersten Weltkrieg ein.
Um 1916 kam sie mit Spiritismus und Esoterik, unter anderem über die Schriften von Maria O’Neill, in Berührung und schloss sich dem Spiritismus an. Sie gründete die Grupo das Sete („Gruppe der Sieben“), aus der später das Centro Espiritualista Luz e Amor hervorging, und sie war eine der treibenden Kräfte des ersten Congresso Espírita Português im Jahr 1925 und beteiligte sich an der Gründung der Federação Espírita Portuguesa im Jahr 1926. In dieser Zeit gründete sie die Zeitschriften A Asa, O Futuro und A Vanguarda Espírita und arbeitete mit anderen spiritistischen Publikationen zusammen.
Enttäuscht von den Handlungen der Regierungen der Ersten Portugiesischen Republik, die ihre Versprechen, den Frauen das Wahlrecht zu gewähren, nicht einhielten, und erschüttert durch die Lissabonner Blutnacht, beschloss Veleda 1921, ihren politischen Aktivismus aufzugeben. Danach arbeitete sie noch einige Jahre als Betreuerin im Lissabonner Kinderzentrum und veröffentlichte 1950 ihre Memórias in der Zeitung República.
Sie starb im Alter von 84 Jahren an Herzversagen in Lissabon und wurde auf dem Cemitério do Alto de São João beigesetzt.
1976 benannte die Stadtverwaltung von Lissabon eine Straße im Neubaugebiet Quinta dos Condes de Carnide im Stadtteil Carnide nach ihr. Weitere Städt benannten Straßen nach ihr, darunter Odivelas, Amadora, Alhos Vedros und Vale da Amoreira, Setúbal, Tavira, Sintra, Faro und Charneca de Caparica. Eine Grundschule in Santo António dos Cavaleiros, Loures, wurde nach ihr benannt.
Im Vorfeld des 100. Jahrestages des Beginns der ersten Republik 2010 gab die CTT Correios de Portugal eine Briefmarkenserie zu Frauen der Republik heraus, um die Frauenrechtsaktivistinnen aus den Anfängen der Republik zu würdigen. Maria Veleda ist eine Marke zu 0,32 EUR gewidmet.

## Veröffentlichungen (Auswahl)
- Cor-de-Rosa (1902, Sammlung von Kindergeschichten)
- Emancipação Feminina (1902, Broschüre)
- A Conquista (1909, Sammlung von Reden und Schriften, mit einem Vorwort von António José de Almeida)
- A Casa Assombrada (1925, Novelle)
- Memórias (1950, Autobiografie)